# Ángela Molina
Ángela Molina Tejedor (Madrid, 5 ottobre 1955) è un'attrice spagnola.

## Biografia
Tra le attrici spagnole più premiate e acclamate, è stata tra le maggiori rappresentanti del periodo noto come Transición Española. Appartiene a una famiglia di artisti: il padre Antonio Molina fu cantante e attore, ed ebbe otto figli di cui molti si sono dedicati alla recitazione. Da giovane studiò danza classica e spagnola a Madrid, tanto da diplomarsi come professoressa di balletto classico. Per un breve periodo lavora anche in un circo in Francia. Arriva casualmente al cinema, chiamata dopo essere stata notata in un servizio fotografico e sceglie poi di dedicarsi alla recitazione.
Dopo alcuni ruoli per pellicole che vengono fatte rientrare nella "transicion", ovvero quelle pellicole che mostrano un certo impegno e che vogliono allontanarsi dal precedente periodo denominato "destape", caratterizzato da produzioni prettamente commerciali, si è fatta conoscere a livello internazionale grazie a Quell'oscuro oggetto del desiderio (Cet obscur objet du désir) (1977), ultimo film di Luis Buñuel. Negli anni ottanta è una presenza abituale degli schermi spagnoli ma ha modo di recitare spesso anche in Francia e in Italia, arrivando anche a partecipare a produzioni statunitensi. Lavora spesso con il regista Manuel Gutiérrez Aragón ed è costretta a declinare alcune offerte importanti da parte di Carlos Saura e Pedro Almodóvar.
Nel 1986 ha vinto il David di Donatello per la migliore attrice protagonista per l'interpretazione in Un complicato intrigo di donne, vicoli e delitti e anche il Nastro d'argento alla migliore attrice straniera. Nello stesso anno viene anche premiata al Festival internazionale del cinema di San Sebastian con la Concha de Plata alla migliore attrice per il film La metà del cielo, per lo stesso ruolo riceve la candidatura alla prima edizione del Premio Goya senza però vincere. Nel 1991 incomincia a recitare come strega/cavaliere bianca/o in Fantaghirò.
Nel 2002 ha inizio la sua avventura nel teatro, che continua ancora oggi. Sui palcoscenici spagnoli ha interpretato tra gli altri il ruolo di Mrs. Robinson (tratto dal film Il laureato) o la protagonista de La donna del mare di Henrik Ibsen. Nel 2007 recita nella miniserie televisiva Chiara e Francesco, in onda su Rai 1. Nel 2010 recita in tv nello sceneggiato di Canale 5 L'onore e il rispetto - Parte seconda dove interpreta il ruolo di donna Rosangela. Inoltre ha recitato nella fiction di Canale 5 Caterina e le sue figlie 3. Nel 2011 recita in tv nelle miniserie di Canale 5 Sangue Caldo dove interpreta il ruolo di Emma Fiele, proprietaria di una sartoria, e Viso d'angelo, nella quale interpreta il ruolo dell'enigmatica Suor Serafina.

## Vita privata
È stata sposata negli anni ottanta con il fotografo e regista francese Hervé Timarche con il quale ha avuto tre figli: Olivia Molina nel 1980 (diventata anch'essa un'attrice), Mateo nel 1982 e Samuel nel 1987. Dalla seconda unione con l'impresario Leo Blakstad sono nati Antonio nel 1995 e Maria nel 2003.
È cugina dell'attore Alfred Molina.

## Filmografia

Ángela Molina (al centro) tra Annie Papa e Isa Danieli nel film Un complicato intrigo di donne, vicoli e delitti (1986)

### Cinema
- No quiero perder la honra, regia di Eugenio Martín (1975)
- Le lunghe vacanze del '36 (Las largas vacaciones del 36), regia di Jaime Camino (1976)
- A un dio sconosciuto (A un dios desconocido), regia di Jaime Chávarri (1977)
- Quell'oscuro oggetto del desiderio (Cet obscur objet du désir), regia di Luis Buñuel (1977)
- Viva/muera Don Juan Tenorio, regia di Tomás Aznar (1977)
- L'ingorgo, regia di Luigi Comencini (1978)
- Buone notizie, regia di Elio Petri (1979)
- Ogro, regia di Gillo Pontecorvo (1979)
- I diavoli in giardino (Demonios en el jardin), regia di Manuel Gutiérrez Aragón (1982)
- Gli occhi, la bocca, regia di Marco Bellocchio (1982)
- Bearn o la sala de las muñecas, regia di Jaime Chávarri (1983)
- Fuego eterno, regia di José Ángel Rebolledo (1985)
- La donna che ci separa (Bras de fer), regia di Gérard Vergez (1985)
- Un complicato intrigo di donne, vicoli e delitti, regia di Lina Wertmüller (1985)
- Fuori i secondi (Streets of Gold), regia di Joe Roth (1986)
- El río de oro, regia di Jaime Chávarri (1986)
- La sposa era bellissima, regia di Pál Gábor (1986)
- Laura, del cielo llega la noche, regia di Gonzalo Herralde (1986)
- Lola, regia di Bigas Luna (1986)
- Fuegos, regia di Alfredo Arias (1987)
- Via Paradiso, regia di Luciano Odorisio (1988)
- Volevo i pantaloni, regia di Maurizio Ponzi (1990)
- Il ladro di ragazzi (Le voleur d'enfants), regia di Christian de Chalonge (1991)
- L'uomo che ha perduto la sua ombra (L'homme qui a perdu son ombre), regia di Alain Tanner (1991)
- 1492 - La conquista del paradiso (1492: Conquest of Paradise), regia di Ridley Scott (1992)
- Con gli occhi chiusi, regia di Francesca Archibugi (1994)
- Carne trémula, regia di Pedro Almodóvar (1997)
- L'ultimo cinema del mondo (El viento se llevó lo qué), regia di Alejandro Agresti (1998)
- Punto di vista (One of the Hollywood Ten), regia di Karl Francis (2000)
- Un delitto impossibile, regia di Antonello Grimaldi (2001)
- Malefemmene, regia di Fabio Conversi (2001)
- Carnages, regia di Delphine Gleize (2002)
- Los Borgia, regia di Antonio Hernández (2006)
- La sconosciuta, regia di Giuseppe Tornatore (2006)
- La masseria delle allodole, regia di Paolo e Vittorio Taviani (2007)
- Valérie - Diario di una ninfomane (Diario de una ninfómana), regia di Christian Molina (2009)
- Baarìa, regia di Giuseppe Tornatore (2009)
- Barbarossa, regia di Renzo Martinelli (2009)
- Gli abbracci spezzati (Los abrazos rotos), regia di Pedro Almodóvar (2009)
- Il cammino per Santiago (The Way), regia di Emilio Estevez (2010)
- Blancanieves, regia di Pablo Berger (2012)
- Amaro amore, regia di Francesco Henderson Pepe (2013)
- Nessuno si salva da solo, regia di Sergio Castellitto (2015)
- Tini - La nuova vita di Violetta, regia di Juan Pablo Buscarini (2016)
- L'altro fratello (El otro hermano), regia di Israel Adrián Caetano (2017)
- Ánimas, regia di José F. Ortuño e Laura Alvea (2018)
- L'albero del sangue, regia di Julio Medem (2018)
- L'uomo che comprò la Luna, regia di Paolo Zucca (2019)
- L'ordine del tempo, regia di Liliana Cavani (2023)
- Itaca - Il ritorno (The Return), regia di Uberto Pasolini (2024)
- Milarepa, regia di Louis Nero (2025)

### Televisione
- La bella Otero - Miniserie TV (1984)
- Quo vadis? - miniserie TV (1985)
- Il generale - miniserie TV (1987)
- La vita leggendaria di Ernest Hemingway, regia di José María Sánchez - miniserie TV (1989)
- Fantaghirò - miniserie TV (1991)
- Vite blindate - miniserie TV (1998)
- Chiara e Francesco - miniserie TV (2007)
- L'onore e il rispetto - Parte seconda, regia di Salvatore Samperi e Luigi Parisi (2009)
- Caterina e le sue figlie 3 - miniserie TV (2010)
- Sangue caldo - miniserie TV (2011)
- Viso d'angelo, regia di Eros Puglielli (2011)
- Io non dimentico - miniserie TV (2008)
- Anna Karenina - miniserie TV (2013)
- Rodolfo Valentino - La leggenda, regia di Alessio Inturri - miniserie TV (2014)
- Furore, regia di Alessio Inturri - miniserie TV (2014)
- Velvet - serie TV (2014-2015)
- Non uccidere, regia di Claudio Noce - serie TV, episodio 2x11 (2017)
- La barriera - serie TV Netflix (2020)
- Ritorno a Las Sabinas - serie TV (2024–2025)

## Riconoscimenti
- David di Donatello 1986 – Migliore attrice protagonista per Un complicato intrigo di donne, vicoli e delitti

## Doppiatrici italiane
Nelle versioni in italiano delle opere in cui ha recitato, Ángela Molina è stata doppiata da:
- Maria Pia Di Meo in La vita leggendaria di Ernest Hemingway, Sangue caldo, Viso d'angelo, Rodolfo Valentino - La leggenda, Ánimas
- Ludovica Modugno in Carne tremula, La masseria delle allodole, Tini - La nuova vita di Violetta, Chiara e Francesco
- Anna Rita Pasanisi in Quo vadis?, Tre giorni di Natale
- Vittoria Febbi in Il ladro di ragazzi, Gli abbracci spezzati
- Angiola Baggi in L'onore e il rispetto - Parte seconda, Furore
- Laura Boccanera in 1492 - La conquista del paradiso
- Elettra Bisetti in Fantaghirò (ruolo della Strega Bianca)
- Gianfranco Bellini in Fantaghirò (ruolo del Cavaliere Bianco)
- Angela Pagano in Un complicato intrigo di donne, vicoli e delitti
- Concita Vasquez in La sposa era bellissima
- Maria Pia Albanese in Baaria
- Lisa Mazzotti in Il cammino per Santiago
- Graziella Polesinanti in Velvet
- Carmela Vincenti in Caterina e le sue figlie (s.3)
- Antonella Giannini in La barriera